# Grota Albastră (Capri)

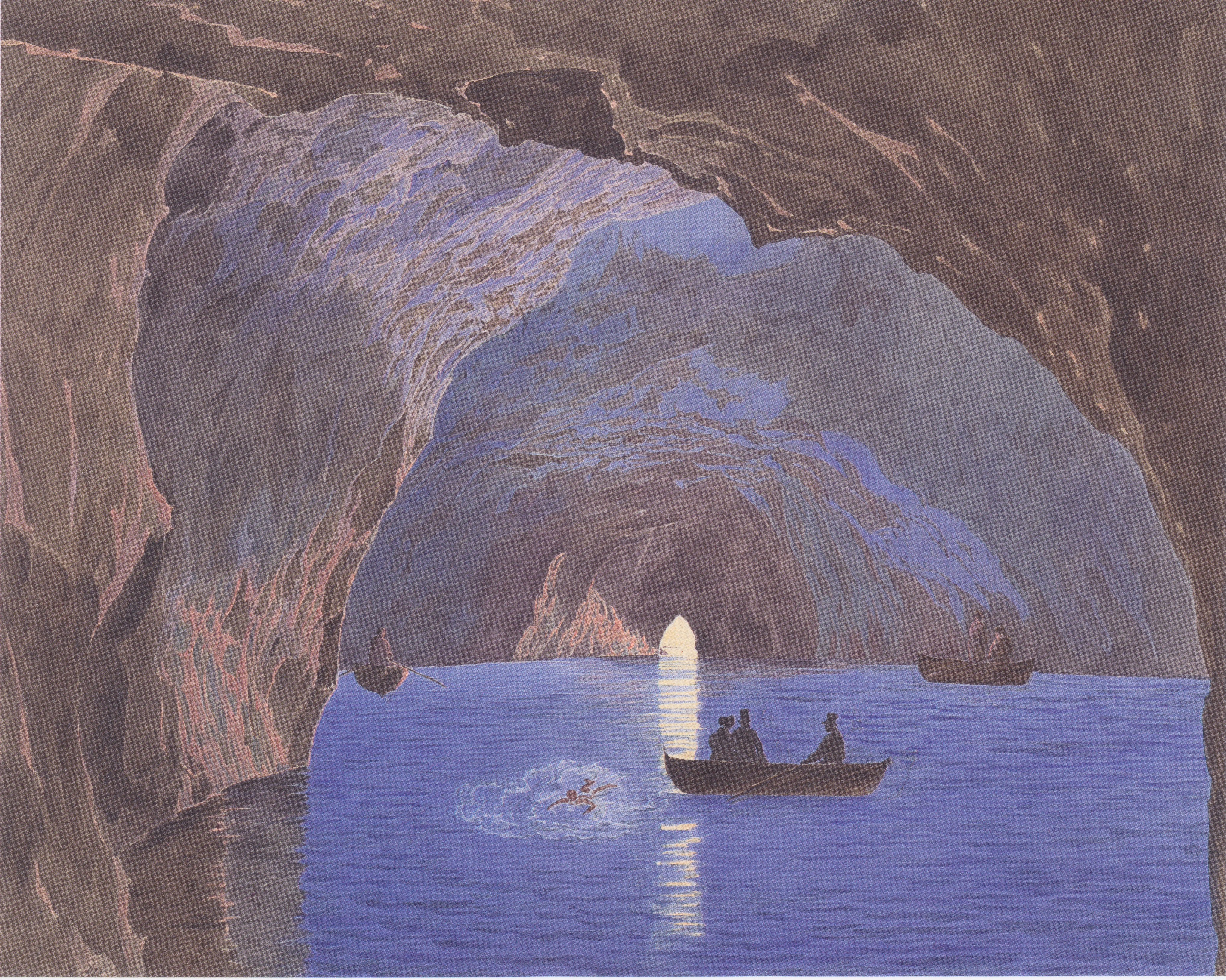
Pictură realizată de Jakob Alt, 1835-1836

Grota Albastră (în italiană Grotta Azzurra) este o grotă marină aflată pe coasta nord-vestică a insulei Capri din sudul Italiei. Lumina soarelui, care trece printr-o cavitate subacvatică și strălucește prin apă, creează o reflexie albastră care luminează peștera. Peștera se întinde pe o distanță de aproximativ 50 de metri în stâncă la suprafață și este adâncă de aproximativ 150 de metri, având un fund nisipos.

## Intrarea
Grota are o lungime de 60 de metri și o lățime de 25 de metri. Gura peșterii are doi metri lățime și aproximativ un metru înălțime. Din acest motiv, intrarea în grotă se poate face numai atunci când valurile sunt mici, iar marea este calmă. În cazul în care marea nu este calmă, iar mareele nu sunt joase, grota devine inaccesibilă pentru că trecerea printr-o gaură de 1 m este practic imposibilă. Pentru a intra în grotă, vizitatorii trebuie să se aplece înspre fundul bărcii cu vâsle. Vâslașul folosește apoi un lanț de metal fixat în pereții peșterii pentru a ghida barca în interiorul grotei. Înotul în grotă este interzis din motive de siguranță și pentru a păstra claritatea apei.

## Culoare
Grota Albastră este una dintre numeroasele peșteri marine de pe plan mondial, care este inundată cu o lumină albastră sau de smarald. Calitatea și natura culorii din fiecare peșteră este determinată de condițiile speciale de iluminare din acea peșteră.
În cazul Grotei Albastre, lumina provine din două surse. Una este o gaură mică în peretele peșterii, exact la linia apei, care are un diametru de un metru și jumătate. Această gaură este destul de mare pentru a permite trecerea unei mici bărci cu vâsle și este folosită ca intrare. În fotografiile luate din peșteră, jumătatea găurii aflată deasupra apei apare ca o pată de lumină albă strălucitoare. Cea de-a doua sursă de lumină este o a doua gaură, cu o suprafață de aproximativ zece ori mai mare decât prima, care se află chiar sub intrare, fiind separată de acesta printr-un bloc de stâncă cu grosimea cuprinsă între unu și doi metri. Mult mai puțină lumină, pe metru pătrat, poate să pătrundă prin deschiderea inferioară, dar dimensiunile sale mari asigură că acesta este, în practică, principala sursă de lumină.
Pe măsură ce lumina pătrunde prin apă în peșteră, reflexiile roșii sunt filtrate și numai lumina albastră intră în peșteră. Obiectele aflate în apa din grotă apar de culoarea argintie. Acest lucru se datorează bulelor mici, care acoperă partea exterioară a obiectului, atunci când acestea sunt plasate sub apă. Bulele fac ca lumina să se refracte diferit decât o face apa din jur și creează un efect argintiu.
În parte din cauza efectului orbitor al luminii ce provine din deschiderea aflată sub apă, este imposibil pentru un vizitator care se află într-o barcă să identifice forma găurii mai mari, conturul blocului de stâncă ce separă cele două găuri sau natura sursei de lumină, alta decât o conștientizare generală că lumina vine de dedesubt și că apa din peșteră este mult mai plină de lumină decât aerul. Un vizitator care introduce o mână în apă poate observa că ea "strălucește" straniu în această lumină.

## Istoric
În Epoca Romană, grota era folosită ca loc de scăldat personal al împăratului Tiberius, precum și ca templu marin. Tiberius s-a mutat de la Roma în insula Capri în anul 27 AD. În timpul domniei lui Tiberius, grota a fost decorată cu mai multe statui, existând zone de odihnă în apropiere de marginea peșterii. Trei statui ale zeilor mării din mitologia romană, Neptun și Triton, au fost descoperite pe fundul apei în 1964 și sunt expuse acum într-un muzeu din Anacapri. Șapte socluri de statui au fost, de asemenea, recuperate de pe fundul grotei în 2009. Acest lucru sugerează că mai există acolo cel puțin patru statui existente pe fundul apei din grotă. Peștera a fost descrisă de istoricul roman Pliniu cel Bătrân ca fiind populată cu statui ale lui Triton „reprezentat pe o scoică”. Brațele ce lipsesc acum ale statuii lui Triton – reprezentat de obicei cu o cochilie de scoică, sugerează că statuile recuperate în 1964 sunt aceleași statui pe care Pliniu cel Bătrân le-a văzut în secolul I AD. Potrivit reconstituirilor istorice ale aspectului original al Grotei Albastre, un număr mare de statui ale lui Triton și o statuie a lui Neptun ar fi putut să se afle în pereții peșterii. Asociația ecologistă Marevivo are scopul de a restabili vechea glorie a Grotei Albastre prin plasarea unor copii identice ale statuilor care s-au aflat inițial în grotă. Acest proiect este realizat în colaborare cu comisia de supraveghere arheologică a sitului Pompeii.
În partea din spate a încăperii principale a Grotei Albastre, trei pasaje aflate în legătură duc la Sala dei Nomi, sau „Camera numelor”, numită astfel datorită inscripțiilor de tip graffiti lăsate de vizitatori de-a lungul secolelor. Alte două pasaje pătrund mai adânc în stâncile insulei. S-a crezut că aceste pasaje erau scări vechi care duceau la palatul împăratului Tiberius. Cu toate acestea, pasajele sunt treceri naturale înguste care se înfundă mai încolo.
În cursul secolului al XVIII-lea, grota a fost cunoscută de localnici sub numele de Gradola, după numele locului de acostare aflat în apropiere. Ea era evitată de localnici și de marinari, deoarece se credea că acolo se aflau vrăjitoare și monștri. Grota a fost apoi „redescoperită” de către public în 1826, cu ocazia vizitei scriitorului german August Kopisch și a pictorului Ernst Fries, care au fost duși în grotă de pescarul local Angelo Ferraro.

## Influențe culturale
În 1826, scriitorul german August Kopisch și prietenul său Ernst Fries au vizitat peștera, iar primul dintre ei a rememorat această vizită în cartea Entdeckung der blauen Grotte auf der Insel Capri, publicată în 1838.
Mark Twain a vizitat Grota Albastră în 1869 și și-a consemnat gândurile în cartea sa The Innocents Abroad.
Redescoperirea grotei este prezentată în cartea Red Sails to Capri (1953) de Ann Weil, care a fost premiată cu medalia Newberry.
În romanul Il disprezzo (Disprețul) (1954) al lui Alberto Moravia, protagonistul are o viziune când vizitează peștera singur în condiții de stres mental.
În mai 1949 prințesa Margareta a Marii Britanii a vizitat Grota Albastră.